# Gate of Nightmares
Gate of Nightmares (ゲートオブナイトメア?) è un videogioco di ruolo a tema fantasy, sviluppato e pubblicato da Square Enix in collaborazione con Hiro Mashima, Jin Fujisawa e Yasuharu Takanashi.
Il gioco è ambientato nel mondo delle spade e della magia Wistaria e nel mondo Remrias che incarna i sogni delle persone.

## Storia
Emma, una ragazza diventata una "passeggiatrice notturna", incontra Azel, un ragazzo misterioso con una costituzione che piace.
Alla fine, continua in un viaggio epico di avventura che non si aspettava nemmeno.

## Personaggi
- Azel  (アゼル?), doppiato da Yuya Hirose
Un avventuriero notturno che sogna di fare il giro del mondo. Da quando ha incontrato Emma a Remrias, la Foresta degli Spiriti, ha lavorato insieme. Ha una personalità spericolata e amichevole e gli piace aiutare le persone. Ha una costituzione che lo rende facile da perdere Nightmare.
- Emma  (エマ?), doppiato da Lynn
Un submaster della Gilda Azel. Ha una personalità seria e cauta, ed è un freno indispensabile per il folle Azel. Mentre svolge il lavoro di gilda, frequenta l'Accademia di magia ed è impegnato ogni giorno. Desidera ardentemente Abigail, uno dei Cavalieri delle Sette Stelle.
- Meruru  (メルル?), doppiata da Atsumi Tanezaki
Una ragazza con perdita di memoria, con in mano una pietra magica a stella bianca. Dal momento in cui si è incontrato per la prima volta a Remrias, ora vive nella Gilda Azel. Ha una personalità gentile e un po' naturale, ma è un gran lavoratore che fa del suo meglio in caso di emergenza.
- Oliver  (オリバー?), doppiato da Natsuki Hanae
Un principe del Regno di Estrea, che ha sia curiosità che azione. È importante giudicare ogni cosa con i propri occhi e spesso, quando si lascia il palazzo reale, si osserva e si osserva qualsiasi cambiamento nella vita delle persone. Mi piace vedere e ascoltare informazioni sulle pietre stellari e sulle pietre magiche stellari.
- Ghran  (グラン?), doppiato da Hiroki Yasumoto
Ex cacciatore di incubi con creste muscolose. È ossessionato dal fare soldi e non può fare a meno di partecipare a missioni ben pagate. A prima vista, sembra duro e inaccessibile, ma ha una personalità molto amichevole. A causa della buona cura, la gamma di scambi all'interno della gilda è piuttosto ampia.